# 3-メチルグルタコン酸
3-メチルグルタコン酸（英語: 3-methylglutaconic acid）は、ジカルボン酸の一つで、3-メチルグルタコン酸尿症では尿中に蓄積する。